# Agnès Thurnauer

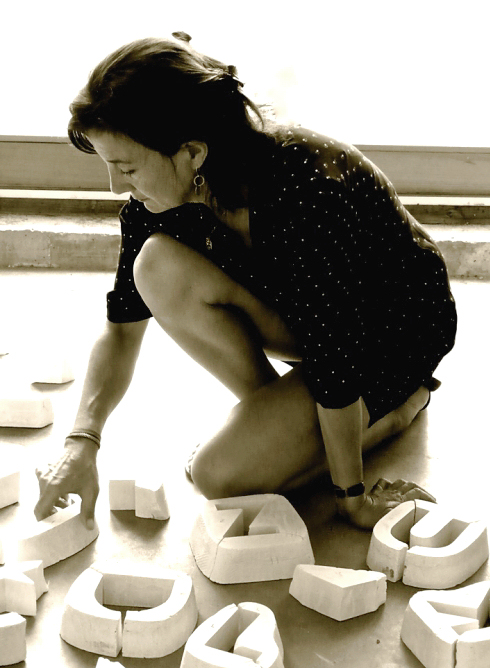
Agnès Thurnauer mit ihrer skulpturalen Installation Matrice/sol

Agnès Thurnauer (geboren am 28. April 1962 in Paris) ist eine französische bildende Künstlerin. Seit den 1990er Jahren analysiert sie mit ihren Werken die Darstellung und den Platz der Frau in den Medien und der Kunst. Sie arbeitet hauptsächlich mit der Malerei, aber auch mit Skulptur, Typografie, Zeichnung und Installation.

## Leben
Agnès Thurnauer wuchs als Tochter einer Psychoanalytikerin und eines Architekten in Paris auf. Sie studierte an der École nationale supérieure des arts décoratifs und schloss das Studium 1985 mit Diplom im Fach Film- und Videokunst ab. Anschließend war sie als freiberufliche Redakteurin tätig. In dieser Zeit bekam sie zwei Kinder. 1993 nahm sie die künstlerische Arbeit wieder auf. Vereinzelt ab 1995, kontinuierlich seit Anfang 2000 werden ihre Werke in Galerien und Museen ausgestellt. Sie lebt in Paris und arbeitet in ihrem Atelier in Ivry-sur-Seine.

## Werk

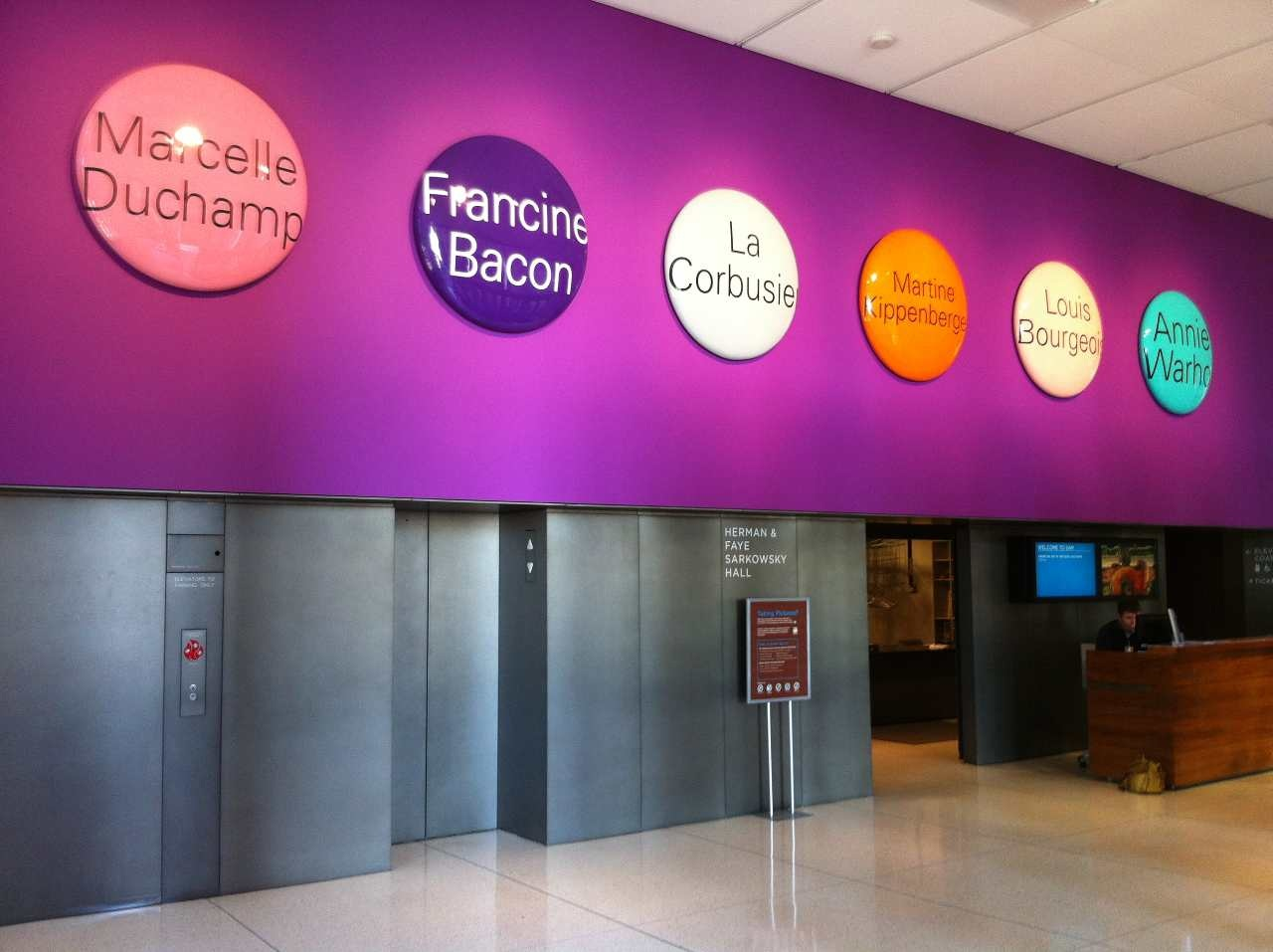
Portraits grandeur nature, Seattle Art Museum, 2012

Von den 1980er bis Mitte der 1990er Jahre malte Thurnauer nahezu abstrakt in klaren Farben und Formen. Parallel dazu befragte sie in ihren fotografischen Arbeiten die Rolle von Fotograf und Modell. 1998 begann sie Schrift in ihre Kunst zu integrieren. Malerei ist für Thurnauer ein Ort des Wortes, des Sprechens („Lieu de parole“), nicht in dem Sinne des gemalten oder gezeichneten Textes, sondern als Materialisierung des Gedankens. Ein Gemälde verkörpert für sie einen Gesprächspartner, mit dem man einen ununterbrochenen Dialog führen kann.
International bekannt wurde sie mit einer Serie von großen farbigen, beschrifteten Buttons, den Portraits grandeur nature (Porträts in Lebensgröße), mit denen sie die Kunstgeschichte feminisierte. Sie verwandelte zum Beispiel die Namen von Marcel Duchamp in Marcelle Duchamp und Andy Warhol in Annie Warhol. So kommentierte sie mit Humor die Abwesenheit von Künstlerinnen in Museen und auf dem Kunstmarkt und verschaffte der Präsenz von Frauen Geltung. Die Serie entstand 2005 anlässlich der Biennale d’art contemporain de Lyon und hängt seit 2008 als Bilderleiste in Museen, wie dem Centre Pompidou und dem Seattle Art Museum. Im folgenden Jahr reproduzierte sie das Gemälde Der Ursprung der Welt von Gustave Courbet und schrieb feminisierte Künstlernamen darüber. Sie nannte es The Original World. Mit der Wiederaufnahme alter Motive biete sie eine Re-Interpretation und Neubewertung von Kunstgeschichte aus heutiger Sicht an.
Ein skulpturales monochromes Werk von Thurnauer ist Matrice (Matrix). Es besteht aus den 26 Buchstaben des Alphabets, die als Installation auf dem Boden ausgelegt werden. Jedes der dreidimensionalen Objekte ist gebrochen, so dass sich der Buchstabe nicht aus dem Volumen, sondern dem Hohlraum ergibt. Matrice/assise ist aus 45 Zentimeter hohem, gebürstetem Aluminium gefertigt, Matrice/sol aus fünf bis zehn Zentimeter hohem, weißen Resin (Gießharz). Sprache wurde so zu einem offenen Raum, durch den man gehen kann.

## Ausstellungen (Auswahl)
Einzelausstellungen
- 2001: Pour en venir au monde, Centre d’art contemporain d’Ivry – le Crédac, Ivry-sur-Seine[4]
- 2003: Les circonstances ne sont pas atténuantes, Palais de Tokyo, Paris
- 2007: Bien faite, mal faite, pas faite, Stedelijk Museum voor Actuele Kunst
- 2009: Thurnauer à Angers,  Musée des beaux-arts d’Angers
- 2011: Manifestement, Espace d’Art Contemporain André Malraux, Colmar
- 2014: Now When Then, de Tintoret à Tuymans. Musée des Beaux-Arts de Nantes[5]
- 2016: Prèfigurer, Galerie Fernand Léger, Paris[6]
- 2022: A comme Boa, LaM – Lille Métropole, musée d’art moderne, d’art contemporain et d’art brut
- 2023: On se retrouve chez toi. Musée Matisse (Nizza)

Gruppenausstellungen
- 2005: Biennale d’art contemporain de Lyon
- 2006: Notre histoire, Palais de Tokyo, Paris
- 2006: ART FRANCE BERLIN: Peintures / Malerei, Martin-Gropius-Bau, Berlin
- 2009: elles@centrepompidou,[7] Centre Pompidou, Paris[8]
- 2013: Lunch with Olympia,[9] Edgewood Gallery, Yale School of Art, USA
- 2014: Cet obscur objet du désir – Autour de l’Origine du monde,[10] Musée Courbet, Ornans
- 2016/2017: Supercalifragilisticexpialidocious[11], WhiteBox Gallery, New York
- 2017: HERstory – des archives à l’heure des postféminismes, Maison des Arts de Malakoff
- 2018: Recto-Verso #2, Fondation Louis Vuitton, Paris
- 2020: Dust Project, Centre Pompidou